# Trichomanes jenmanii
Trichomanes jenmanii är en hinnbräkenväxtart som beskrevs av D.B.Lellinger. Trichomanes jenmanii ingår i släktet Trichomanes och familjen Hymenophyllaceae. Inga underarter finns listade.